# Prosopocera pylas
Prosopocera pylas är en skalbaggsart som först beskrevs av Jordan 1903.  Prosopocera pylas ingår i släktet Prosopocera och familjen långhorningar.
Artens utbredningsområde är Malawi. Inga underarter finns listade i Catalogue of Life.